# Houzeau
Houzeau bekend als Houzeau de Lehaie en Houzeau de Milleville is een Zuid-Nederlandse en Belgische adellijke familie.

## Geschiedenis
- In 1678 verleende koning Karel II van Spanje erfelijke adel aan Nicolas Houzeau. Deze familietak is uitgestorven.
- In 1718 verleende keizer Karel VI erfelijke adel aan Jean-François Houzeau, neef van Nicolas. Deze familietak is uitgestorven.
- In 1735 verleende keizer Karel VI erfelijke adel aan Antoine Houzeau. Eigenlijk had hij dat al in 1718 gedaan, maar langs de onregelmatige weg van de kanselarij van het keizerrijk. In 1735 werd dit vervangen door een verheffing langs het kanaal van de kanselarij in de Nederlanden, met terugwerkende kracht tot in 1718.

## Genealogie
- Antoine Joseph Houzeau (1694-1742), heer van Perrière, zoon van bovengemelde Antoine, x Marie-Béatrice Francqué († 1733), xx Marie du Bellay († 1780), vrouwe van Milleville.
  - Augustin Houzeau (1727-1790), heer van Perrière, x Célestine Cambier, vrouwe van Lehaie.
    - François Houzeau (1762-1794), heer van Lehaie, advocaat, x Désirée de Marbaix.
      - Charles Houzeau de Lehaie (zie hierna).

  - Ferdinand Houzeau (1739-1814), heer van Milleville, xx Constance Séjournet (1749-1834).
    - Jean-Baptiste Houzeau de Milleville (zie hierna).

## Charles Houzeau de Lehaie
- Charles Joseph François Auguste Houzeau de Lehaie (Bergen, 2 februari 1791 - 13 augustus 1885) werd vooral bekend als bibliofiel. In 1822 werd hij onder het Verenigd Koninkrijk der Nederlanden erkend in de erfelijke adel. Hij trouwde in 1819 met Albertine Pradier (1799-1892).
  - Jean-Charles Houzeau de Lehaie (1820-1880), trouwde met Marie-Virginie Discry (1812-1865) en met Catherine Backes (1811-1894). Als bekend astronoom werd hij directeur van de Koninklijke Sterrenwacht van België, lid van de Belgische Koninklijke academie voor wetenschappen en voorzitter van de Koninklijke vereniging voor aardrijkskunde.
  - Auguste Houzeau de Lehaie (1832-1922) trouwde in 1856 met de Nederlandse Melanie de Casembroot (1851-1918). Hij doceerde aan de École des Mines in Bergen, en werd schepen van Bergen, burgemeester van Hyon, volksvertegenwoordiger en senator.
    - Charles Houzeau de Lehaie (1860-1919) was directeur van de Usines de la Vieille Montagne. Hij trouwde met Bertha Franeau (1865-1950) en ze hadden twee zoons en een dochter.
      - Pierre Houzeau de Lehaie (1905-2001) trouwde met Paulette Ménier (1910-1986). Hij was ingenieur en werd rector van de Faculté Polytehnique in Mons. Met afstammelingen tot heden.

    - Jean-Auguste Houzeau de Lehaie (1867-1959) maakte naam als botanicus (specialist van de bamboestok en van de orchidee), etnoloog en ontdekkingsreiziger. Hij bleef vrijgezel.

## Jean-Baptiste Houzeau de Milleville
Jean-Baptiste Ghislain Joseph Houzeau de Milleville (Bergen, 2 juli 1793 - Blicquy, 18 juli 1872) werd in 1822 onder het Verenigd Koninkrijk der Nederlanden erkend in de erfelijke adel onder de naam Houzeau de Milleville et du Cousty. Hij trouwde in 1820 met Marie-Flore de Maleingreau d'Hembise (1790-1864). Ze kregen drie dochters die adellijk trouwden en een zoon, Ernest Houzeau (1829-1855) die vrijgezel bleef. Bij de dood van Jean-Baptiste doofde deze familietak in 1872 uit.